# Castel Rif
Castel Rif (Schloss Rif in tedesco) si trova circa a metà strada tra le frazioni Rif e Taxach del comune austriaco di Hallein nell'omonimo distretto appartenente al Land Salisburghese e la sua costruzione risale al XII secolo.

## Storia

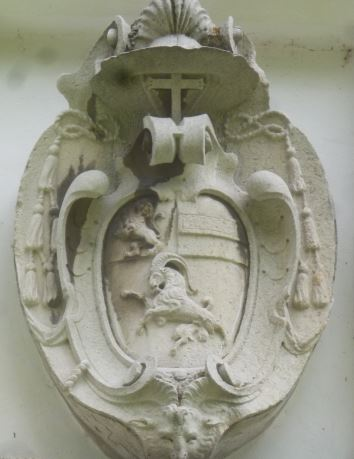
Stemma arcivescovile sulla facciata

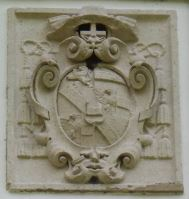
Stemma arcivescovile sulla facciata

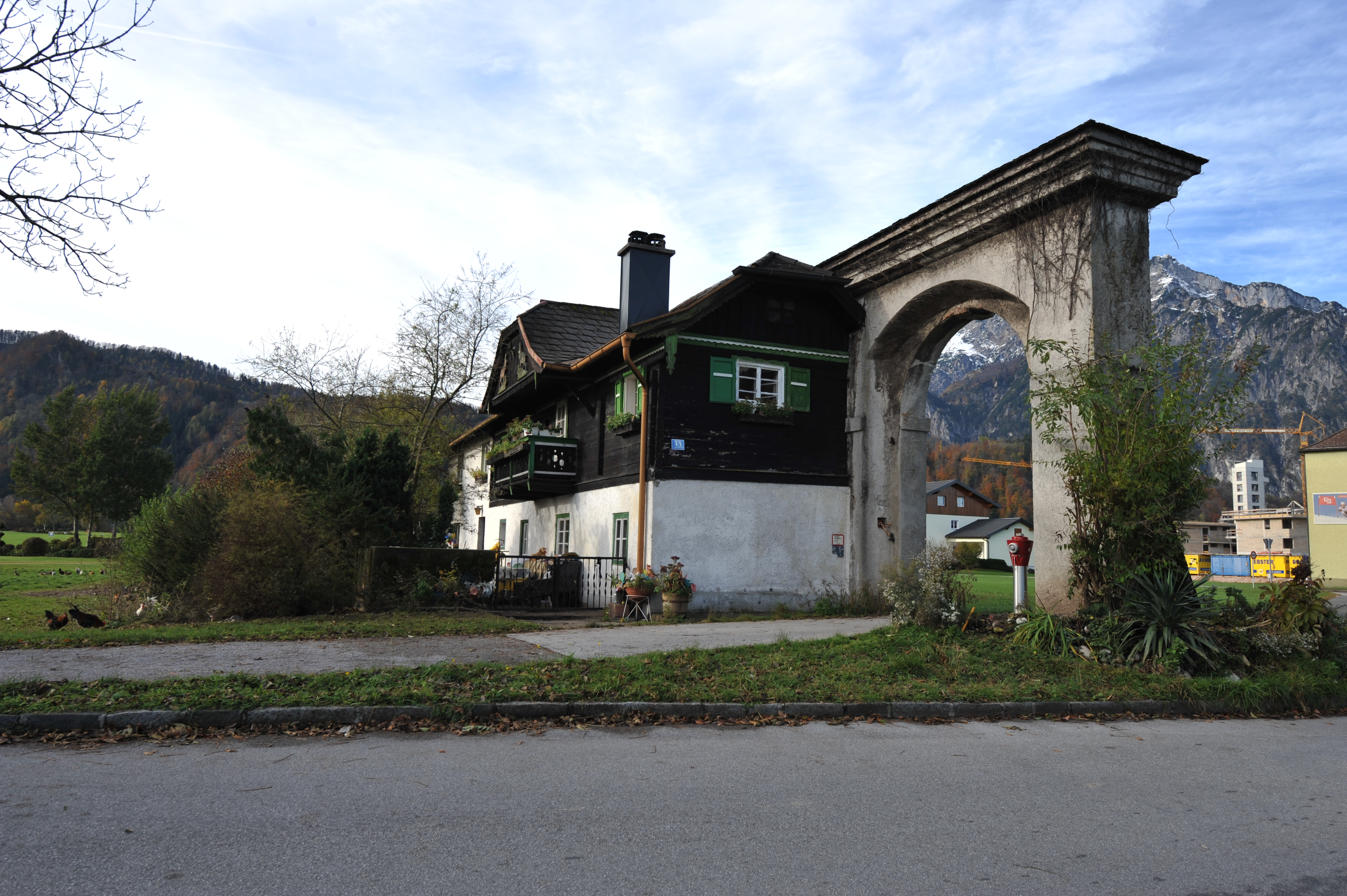
Porta della cinta muraria di castel Rif

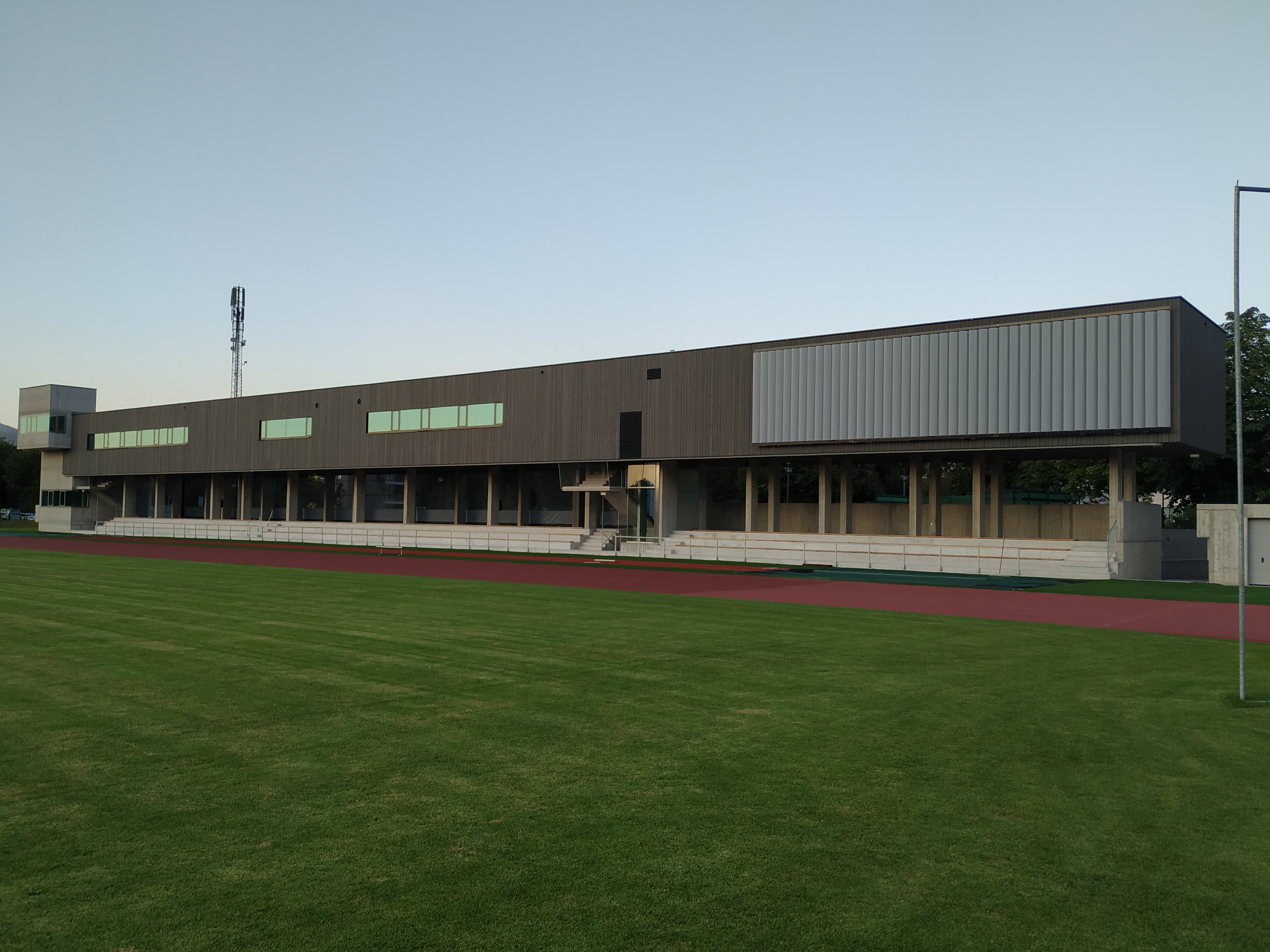
Centro sportivo universitario e statale di Salisburgo castel Rif

Non vi sono informazioni precise sull'epoca di costruzione e si citano date diverse, tra queste l'anno 1111, ma non vi sono fonti attendibili. Il castello fu menzionato per la prima volta in un documento dell'imperatore Enrico IV. Fra i primi proprietari del castello vi fu il capitolo del duomo dei Santi Ruperto e Virgilio di Salisburgo e la prima famiglia ad ottenerne il feudo fu quella dei Guetrater, nel 1250. Il commerciante Christoph Perner von Rettenwörth quando ne venne in possesso, nella seconda metà del XVI secolo, ampliò la tenuta e la trasformò in una residenza nobiliare. Subito dopo l'arcivescovo Johann Jakob von Kuen-Belasy ne rilevò la proprietà e la trasformò in una residenza estiva per l'arcidiocesi, arricchendola con giochi d'acqua. Nel 1586 vi fu allestita una scuderia per l'allevamento dei cavalli dell'arcivescovo e a lungo la tenuta venne utilizzata anche come tenuta di caccia. Nel XIX secolo vi furono frequenti passaggi di proprietà e le varie particelle di proprietà furono vendute singolarmente. Tra i proprietari si ricordano la vedova ed elettrice Maria Leopoldine, proprietaria del birrificio Kaltenhausen, e il conte Massimiliano Arco-Zinneberg. Tra il 1912 e il 1970 appartenne alla famiglia del conte Boos Waldeck. Dopo altri passaggi, nel 2003, è entrata tra le disponibilità del Land Salisburghese che vi ha trasferito alcune sedi dell'Università di Salisburgo e il centro sportivo statale e universitario, oltre ad una biblioteca d'istituto.

## Descrizione
Il castello si trova a ovest del centro abitato del comune austriaco di Hallein tra i centri di Rif e Taxach. La cinta muraria originale è stata in parte demolita ma la parte che è rimasta gode della tutela artistica. Attraverso l'antica porta sulle mura si accede al parco del castello. Sulla facciata principale dell'edificio sono conservati gli stemmi dei principi arcivescovi Marcus Sitticus, Guidobald e Franz Anton. L'ala ovest contiene le storiche scuderie con copertura a volte. Dopo il 2003 l'Università di Salisburgo nel castel Rif Oltre è stata approntata un'aula magna per 100 persone oltre a sale per seminari e uffici. Molto importante è la biblioteca universitaria che vi ha sede, accessibile al pubblico e con una dotazione di circa 26.000 libri e testi a stampa come dizionari, opere di riferimento e riviste. Le principali aree tematiche sono sport e scienza del movimento.

### Bene architettonico tutelato
Castel Rif in Austria è un bene sottoposto a tutela artistica col numero 4895 e parte della sua cinta muraria col numero 48244.